# Дневникът на един дръндьо
„Дневникът на един дръндьо“ (на английски: Diary of a Wimpy Kid) е поредица от детски книги на американския писател и художник на комикси Джеф Кини.
Основните книги са оформени като „хроники“ на главния герой Грег Хефли. За да се подсили усещането за дневник на тийнейджър, в книгите се използва шрифт, имитиращ писане на ръка, а гвоздеят на всяка от забавните ситуации е представен със стилизирана рисунка. Всички книги от поредицата съдържат 217 страници.
От публикуването на онлайн версията през 2004 г. повечето книги получават положителни рецензии и имат успех на пазара. До 2020 г. те са продадени в над 250 милиона копия. Четири от книгите са адаптирани като игрални филми от Туентиът Сенчъри Фокс. В играта Poptropica са добавени два острова, чието тематично оформление е свързано с поредицата: Wimpy Wonderland и Wimpy Boardwalk.
„Дневникът на един дръндьо“ се ражда през 1998 г., когато на Кини му хрумва идеята за ученика в основното училище Грег Хефли, който пише за личния си живот. През май 2004 г. FunBrain и Кини публикуват онлайн версия на „Дневникът на един дръндьо“. В уебсайта се добавят ежедневни публикации до юни 2005 г. Кини работи по книгата почти осем години, преди да я покаже на издател в Ню Йорк.
През февруари 2006 г., по време на фестивала Комикон в Ню Йорк, Джеф подписва договор за няколко книги с издателя Хари Н. Ейбрамс, за да превърне „Дневникът на един дръндьо“ в печатна поредица.
Книгата незабавно става хит, а до 2009 г. онлайн версията получава около 20 милиона посещения. Въпреки това много от читателите онлайн молят за хартиено издание. Кини се съгласява и през април 2007 г. е издадена „Дневникът на един дръндьо“. До днес са издадени деветнадесет
книги от основната поредица, една книга от типа „Направи си сам“, два кинодневника и две съпътстващи книги за Раули Джеферсън. През април 2009 г. списание „Тайм“ включва Кини в списъка си на „Най-влиятелните личности в света“.

## Книги от поредицата
Основна поредица:
1. Дневникът на един дръндьо, Diary of a Wimpy Kid (2007)
2. Родрик командори, Rodrick Rules (2008)
3. Чашата преля, The Last Straw (2009)
4. Горещници, Dog Days (2009)
5. Грозната истина, The Ugly Truth (2010)
6. В плен на снега, Cabin Fever (2011)
7. Двама са малко, трима са много, The Third Wheel (2012)
8. Кофти късмет, Hard Luck (2013)
9. Искам вкъщи!, The Long Haul (2014)
10. Доброто старо време, Old School (2015)
11. Под па̀ра, Double Down (2016)
12. Семейна идилия, The Getaway (2017)
13. Снегояд, The Meltdown (2018)
14. От нищо нещо, Wrecking Ball (2019)
15. В дълбоки води, The Deep End (2020)
16. На висота, Big Shot (2021)
17. Роден за рок, Diper Överlöde (2022)
18. Празноглавци, No Brainer (2023)
19. Hot Mess (2024)

Хрониките на Раули Джеферсън:
- Небивалиците на един дърдорко: Хрониките на Раули Джеферсън, Diary of an Awesome Friendly Kid: Rowley Jefferson’s Journal (2019)
- Невероятните приключения на един дърдорко, Rowley Jefferson’s Awesome Friendly Adventure (2020)

Други книги:
- Дръндьото: Направи-си-сам книга, Diary of a Wimpy Kid Do-it-yourself Book (2008)
- Кинодневникът на един дръндьо, The Wimpy Kid Movie Diary: How Greg Heffley Went Hollywood, The Story of all Three Movies (2012)
- The Wimpy Kid Movie Diary: The next Chapter (2017)

## Герои
- Грегъри Хефли – главният герой, виждаме света през неговите очи и е много интересен
- Родрик Хефли – по-големият брат на Грег, безразборен тийнейджър
- Мани Хефли – по-малкият брат на Грег, винаги покровителстван от родителите си
- Раули Джеферсън – най-добрият приятел на Грег, наивен и глупав на моменти, но лоялен и дружелюбен
- Сюзан Хефли – майката на Грег, изключително много държи на семейството
- Франк Хефли – бащата на Грег